# Kopalnia Węgla Kamiennego „Kleofas”
Kopalnia Węgla Kamiennego „Kleofas” – kopalnia węgla kamiennego w Katowicach, funkcjonująca w latach 1840–2004 w rejonie Załęża (dzielnica Osiedle Witosa).
Założona została przez górnośląskiego przemysłowca Karola Godulę pod nazwą „Cleophas” pochodzącą od imienia św. Kleofasa. Pierwotnie wydobycie w niej węgla prowadzono w latach 1840–1862 z rejonu późniejszej ulicy F. Bocheńskiego. W 1880 roku zakład kupiła spółka Georg von Giesches Erben, która zgłębiła nowe szyby w rejonie późniejszej ulicy Obroki. W 1974 roku kopalnię „Kleofas” połączono z kopalnią „Gottwald” w Dębie, a połączony zakład w latach 1974–1990 nosił nazwę Kopalnia Węgla Kamiennego „Gottwald”. W 1996 roku zakład połączono z kopalnią „Katowice” w Bogucicach pod nazwą Kopalnia Węgla Kamiennego „Katowice-Kleofas”. W 1999 roku wstrzymano wydobycie w Ruchu II – „Katowice”, a w 2004 roku w Ruchu I – „Kleofas”.

## Historia

### Powstanie i działalność w latach 1840–1862
Kopalnia powstała w 1840 roku na terenie Załęża (od 1924 roku część Katowic). Została ona nadana pod nazwą „Cleophas” 15 lipca, a zatwierdzenie tego faktu przez władze centralne nastąpiło 21 lipca tego samego roku. Wniosek na jej nadanie zgłosił Karol Godula 25 września 1839 roku, w dzień wspomnienia w Kościele katolickim św. Kleofasa. Zostało mu nadanych 61 kuksów, pozostałe 61 kuksów nadano w ramach prawa do współudziału właścicielowi Załęża Loebelowi Freundowi, a z sześciu wolnych kuksów dwa nadano załęskiemu dominium, natomiast cztery Spółce Brackiej. 
Wydobycie węgla kamiennego rozpoczęto już w 1840 roku z pola górniczego „Adam” na głębokości 12 m. Rok później wydobycie przerwano z uwagi na duży napływ wody.
Loebel Freund w 1842 roku sprzedał Załęże Karolowi Neumannowi, który jednocześnie stał się współwłaścicielem kopalni. 8 kwietnia 1845 roku jego udziały nabył Karol Godula, stając się jedynym właścicielem zakładu. Po jego śmierci w 1848 roku cały majątek przypadł pasierbicy Joannie Gryzik, która wniosła go jak swój posag w małżeństwo z Hansem Ulrichem von Schaffgotschem.
Do wydobycia węgla w kopalni „Cleophas” wrócono w 1855 roku. Prowadzono go z szybu „Bertold” głębokim na 12 m, co było możliwe dzięki oddaniu do użytku w tym samym roku szybu wodnego „Christoph”. W tym samym roku, 10 listopada zakład połączono z polami górniczymi i kopalniami: „Adam” (nadanie górnicze 27 stycznia 1841 roku), „Eva” (nadanie 30 listopada 1841 roku), „Jenny” (nadanie 20 lutego 1840 roku), „Joseph” (nadanie 17 lutego 1840 roku) i „Rinaldo” (nadanie 17 stycznia 1844 roku). 27 maja 1856 roku wyższy urząd górniczy zatwierdził wniosek o skonsolidowanie wszystkich nadań pod nazwą „Consolidirte Cleophas”.
Kopalnia w tym okresie znajdowała się po zachodniej stronie późniejszej ulicy F. Bocheńskiego w Katowicach, na wysokości szybu „Wschodniego II”. Węgiel z kopalni był rozwożony furmankami. W latach 1860–1862 kopalnia zaopatrywała w węgiel kamienny m.in. hutę „Baildon” oraz bogucicki sierociniec. 28 lutego 1862 roku kopalnia „Cleophas” została zamknięta. 

### Pod zarządem firmy Georg von Giesches Erben (lata 1880–1922)
14 lutego 1880 roku kopalnię „Cleophas” kupiła od Joanny Schaffgotsch za kwotę 1,35 mln marek spółka Georg von Giesches Erben. Nowy właściciel zaniechał wydobycia węgla kamiennego w dotychczasowym miejscu i przystąpił do drążenia szybów w Obrokach – przysiółku Załęża, w pobliżu torów kolejowych Kolei Górnośląskiej (linia Wrocław – Mysłowice), na polu górniczym „Rinaldo”. W 1881 roku rozpoczęto głębienie nowych szybów „Walter” (później „Fortuna II”) i „Recke” („Fortuna III”), a także zaprojektowano trzeci szyb – „Frankenberg” („Fortuna I”), którego głębienie rozpoczęto w 1891 roku. Przy tych szybach powstały osobne sortownie. W latach 1884–1885 zbudowano bocznicę kolejową. 
Po sześciu latach od rozpoczęcia głębienia kopalni, w 1886 roku z poziomu 162 m na powierzchnię wyjechał pierwszy urobek węgla kamiennego.
Pierwsza tymczasowa zakładowa kotłownia została ukończona w 1882 roku. W 1887 roku wybudowano wodociąg odprowadzający wodę z kopalni „Cleophas” do Katowic, będący jednocześnie pierwszą tego typu instalacją w mieście. W 1888 roku przy kopalni powstała pierwsza przemysłowa elektrownia na Górnym Śląsku – wyposażona była w pięć generatorów o mocy 2,9 MW i dwa turbogeneratory o mocy 3,5 MW. Pod koniec lat 80. XIX wieku zaszła potrzeba budowy szybów wentylacyjnych z dala od szybów głównych. W tym celu w 1888 roku zaprojektowano szyb „Schwarzenfeld” (późniejszy „Szchwarzenfeld I”, a następnie „Wschodni I”). Został on zgłębiony do 1891 roku, osiągając poziom 110 m. 
Pod koniec XIX wieku kopalnia była eksploatowana wraz z innymi polami górniczymi, które zostały do niej dołączone. Były to: „Christnacht” (nadanie 9 października 1855 roku), „Zur Gottes Gnade” (nadanie 24 października 1858 roku), „Beatenssegen II” (nadanie 2 maja 1891 roku), „Zum hohen Kreuz C” (nadanie 8 sierpnia 1904 roku) i „Kalina I”. Całkowita powierzchnia obszaru górniczego kopalni „Cleophas” wynosiła 9 km².

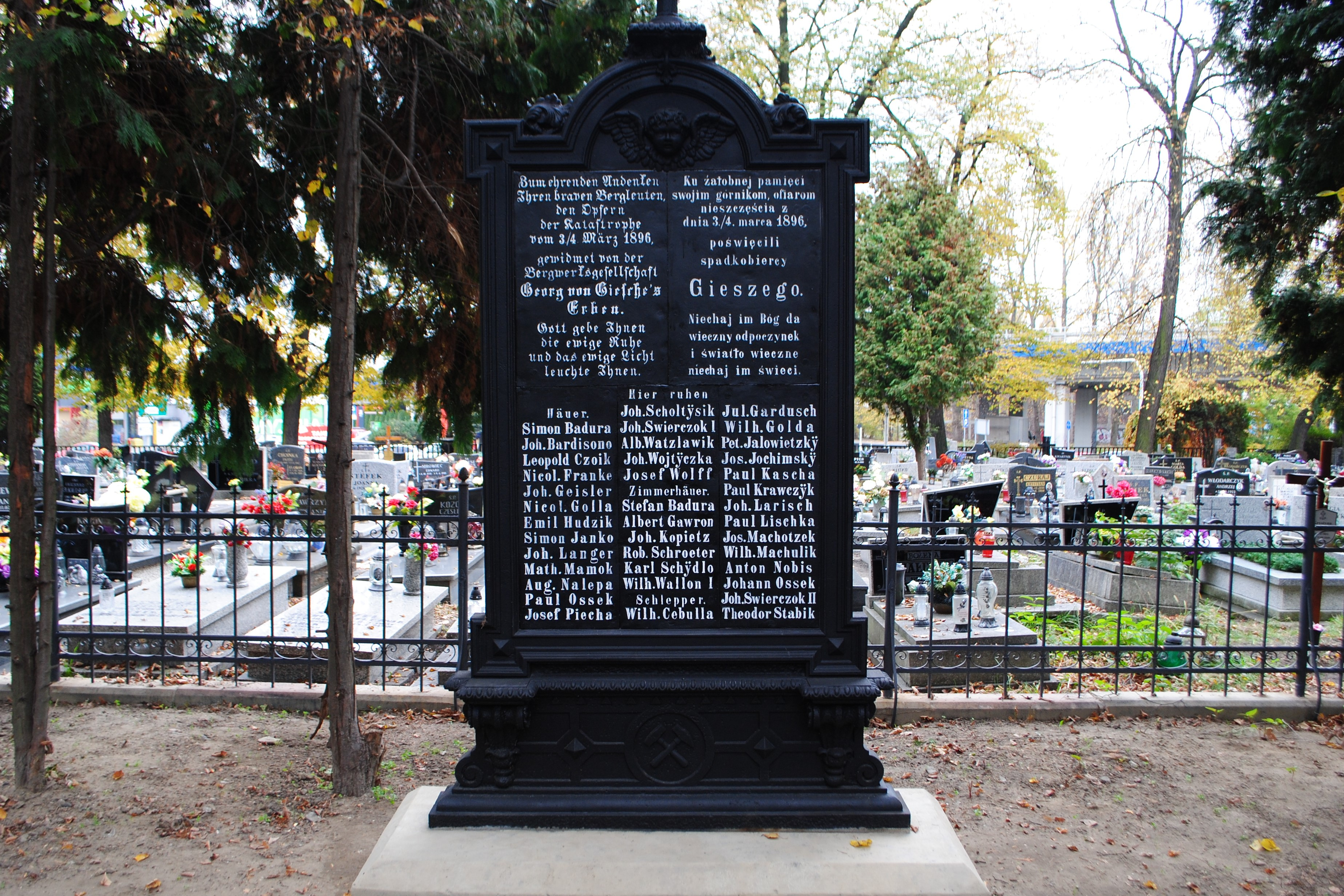
Pomnik na zbiorowym grobie ofiar katastrofy z 1896 roku na cmentarzu przy ulicy Brackiej w Katowicach

W nocy z 3 na 4 marca 1896 roku wybuchł pożar, w wyniku którego zginęło 104 górników. Pogrzeb poległych górników odbył się 7 marca – wówczas proboszcz parafii św. Szczepana w Bogucicach ks. Ludwik Skowronek złożył uroczyste ślubowanie wybudowania kościoła w Załężu – kościół wotywny pw. św. Józefa został poświęcony w 1900 roku.
W 1900 roku w kopalni „Cleophas” pracowało 18 maszyn parowych i 94 konie pociągowe na dole. Załoga wynosiła wówczas blisko 2 tys. osób. W 1911 roku na poziomie 444 m prace rozpoczęły lokomotywy elektryczne ciągnące pociągi z węglem. W tym czasie dla pracowników funkcjonowała łaźnia z 224 prysznicami i 24 wannami, przy której ulokowano szatnię łańcuszkową z 1,5 tys. haków. Istniał także budynek wagi drobnicowej i cechownia z ołtarzem św. Barbary. Kopalnia posiadała także stację ratowniczą z 81 ratownikami w 18 zastępach.
W okresie I wojny światowej spadło zatrudnienie oraz wydobycie w kopalni „Cleophas” – z ponad 1 mln ton do 900 tys. ton węgla kamiennego. W miejsce górników zatrudniano kobiety, pracowników młodocianych i jeńców wojennych. W drugim półroczu 1917 roku górnicy z kopalni „Cleophas” przyłączyli się do strajku kopalń spółki Georg von Giesches Erben. Został on zdławiony siłą, lecz kolejny wybuchł 18 lipca 1918 roku. Zarząd kopalni zgodził się na częściowe ustępstwa, w tym na podniesienie stawek pracowników do tych obowiązujących w kopalni „Giesche” (późniejszy „Wieczorek”). 15 sierpnia 1919 roku podczas wypłaty pensji doszło do prowokacji Grenzschutzu, w której zginęło 7 robotników.
19 stycznia 1921 roku kopalnia Kleofas została połączona z polami: „Arcona Westfeld”, „Arcona Ergänzung”, „Arcona Fortsetzung” i „Christnacht Erganzung I”.

### Lata międzywojenne i II wojna światowa

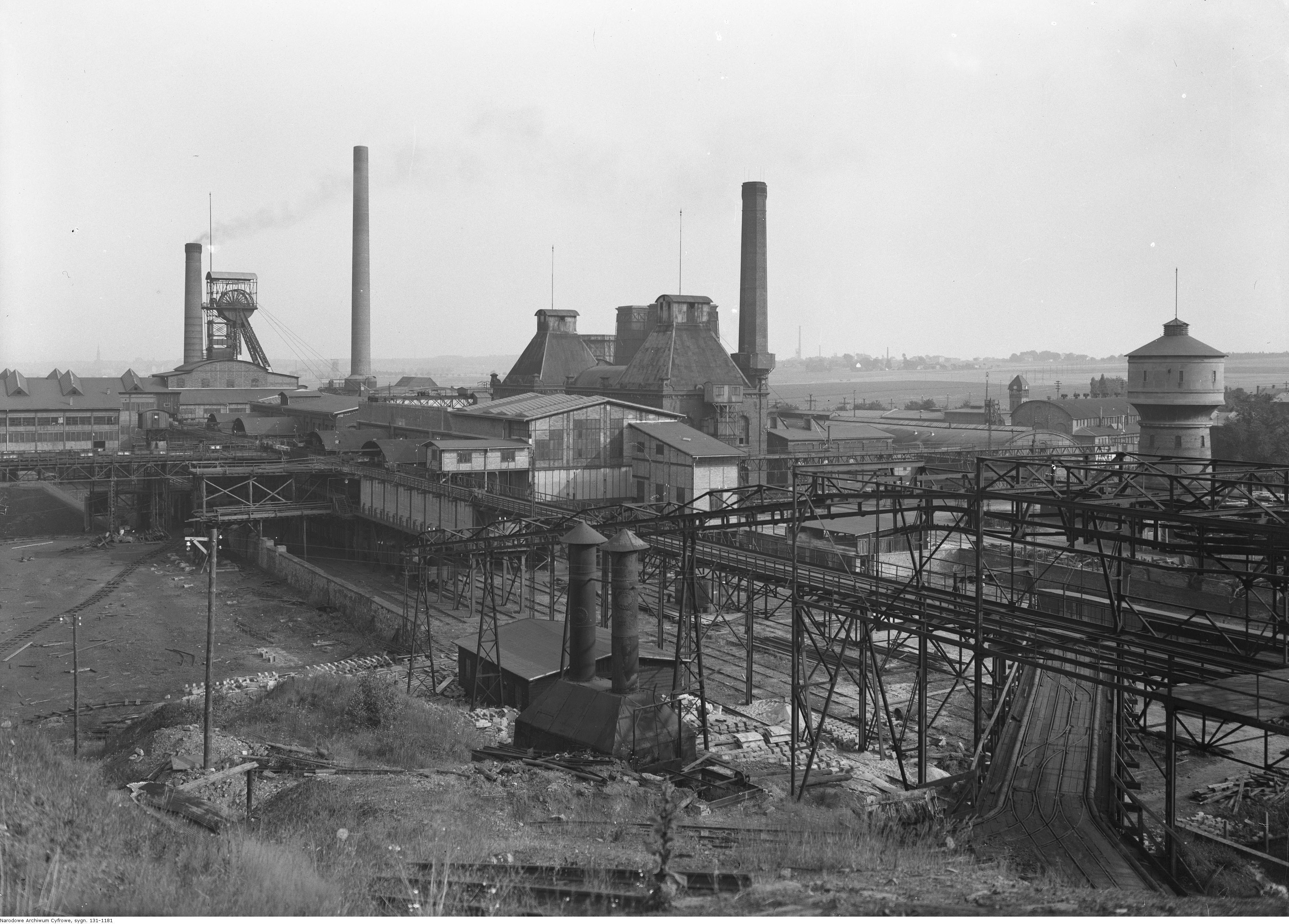
Kopalnia „Kleofas” w 1927 roku; po lewej stronie zdjęcia widoczna wieża szybowa szybu „Fortuna I”, a pośrodku dworzec kopalniany i sortownia

W 1922 roku kopalnia przeszła we władanie spółki akcyjnej Giesche, którą w 1926 roku przejęło konsorcjum z kapitałem amerykańskim. 
W 1923 roku z kopalni, już wtedy pod nazwą „Kleofas”, w transporcie dołowym wycofano ostanie konie, a w latach 1923–1926 wybudowano linię kolei wąskotorowej o rozstawie szyn 650 mm łączącą szyb „Schwarzenfeld” („Wschodni”) z dwoma cegielniami. Zakład był także połączony linią kolejową 785 mm z kopalnią „Wujek”.
Kryzys gospodarczy oraz celowo prowadzona gospodarka rabunkowa spowodowały, iż kopalnię zamknięto 1 marca 1932 roku. Pomimo strajków i protestów zwolniono wówczas 2,2 tys. górników. Jednocześnie władze miejskie starały się zapobiec unieruchomieniu kopalni ze względu na położenie materialne ludności w Załężu, która utrzymywała się głównie z pracy w kopalni „Kleofas”, a także z uwagi na to, iż zamknięcie zakładu oznaczałoby duże zmniejszenie dochodów miasta. Zwolnieni z pracy górnicy rozpoczęli wydobywanie węgla z biedaszybów, które znajdowały się w rejonie Załęskiej Hałdy, nieopodal późniejszego kościoła pw. śś. Cyryla i Metodego. Sytuacja w przemyśle ciężkim polepszyła się dopiero w latach 1936–1939. Kopalnię „Kleofas” ponownie uruchomiono w styczniu 1938 roku, lecz praca odbywała się na jedną zmianę.
W okresie niemieckiej okupacji Polski w latach 1939–1945 zakład należał do spółki Giesche AG. Od 1943 roku dla kopalni pracowali robotnicy przymusowi (jeńcy i więźniowie), których umieszczono w obozie w pobliżu szybu „Schwarzenfeld I”, w rejonie późniejszej ulicy F. Bocheńskiego. W 1944 roku było ich 1,4 tys. W styczniu 1945 roku kopalnię opuściło niemieckie kierownictwo, które wstrzymało prace i próbowało zniszczyć zakład, czemu zapobiegła grupa kilku pracowników kopalni. 

### Lata powojenne

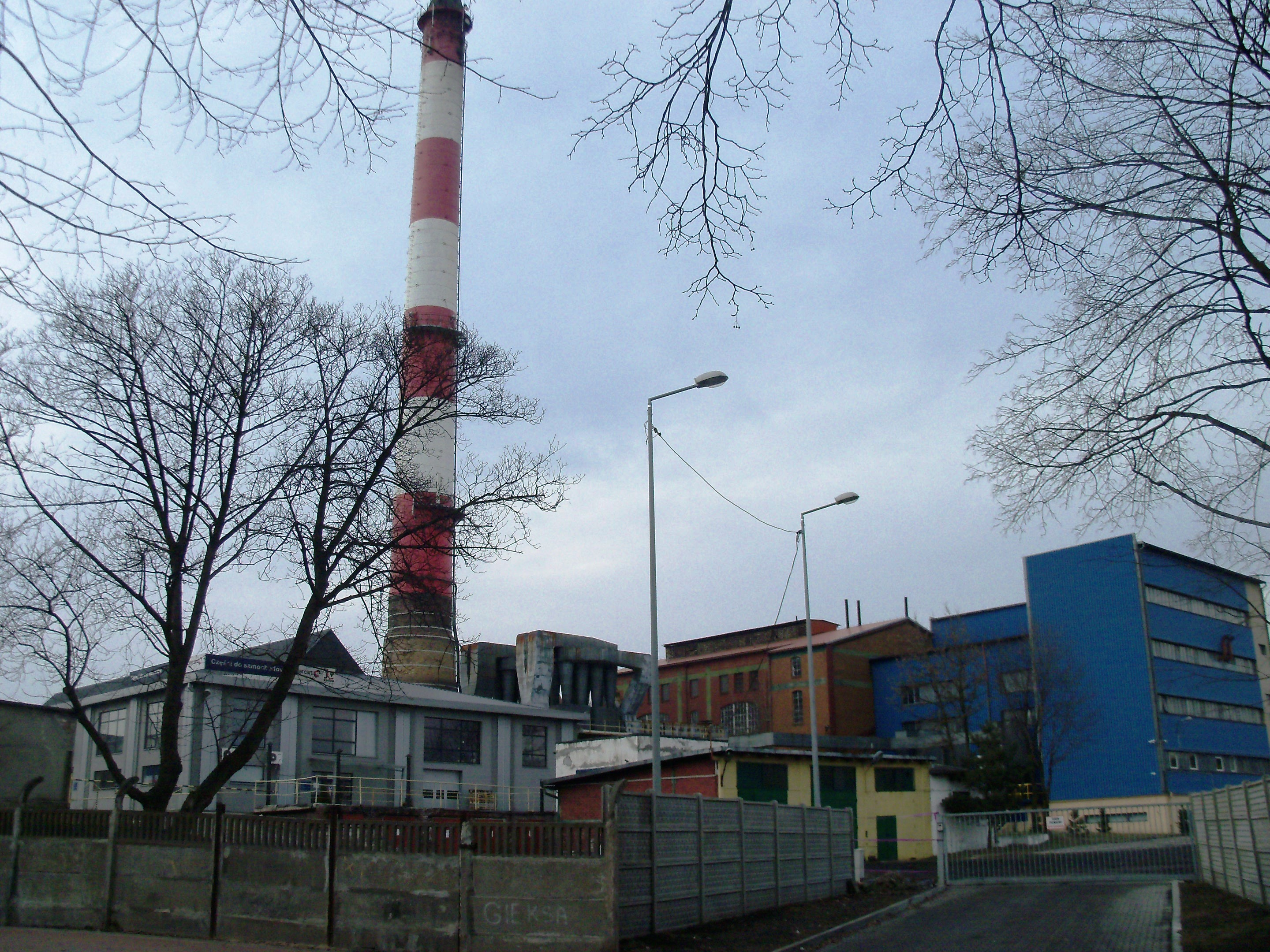
Ciepłownia przy kopalni „Kleofas”, widziana z ulicy Obroki (2011)

Pierwszym po wojnie kierownikiem zakładu został inż. Stanisław Białobrzeski, który przygotował wznowienie wydobycia, co nastąpiło 9 lutego 1945 roku. 3 marca tego samego roku kopalnia „Kleofas” przeszła na własność Katowickiego Zjednoczenia Przemysłu Węglowego.
Wzrost zapotrzebowania na węgiel kamienny w latach 50. XX wieku wymusił rozbudowę zakładu. Zmodernizowano urządzenia wyciągowe, a także zaczęto stosować podsadzkę hydrauliczną. Część wydatków przeznaczono na mechanizację urabiania i transportu węgla. W 1952 roku zainstalowano w kopalni pierwszy kombajn typu Donbas. W 1956 roku oddano do użytku nową łaźnię na 296 miejsc i lampownię na 1,1 tys. lamp. W 1959 roku zlikwidowano tory wąskotorowe prowadzące do otworów podsadzkowych, a dwa lata później przerwano połączenie wąskotorowe z kopalnią „Wujek”.
W latach 1957–1964 przy kopalni „Kleofas” funkcjonowały kopalnie upadowe „Kleofas I” i „Kleofas I”. W 1962 roku wydobyto z nich prawie 78 tys. ton węgla kamiennego.

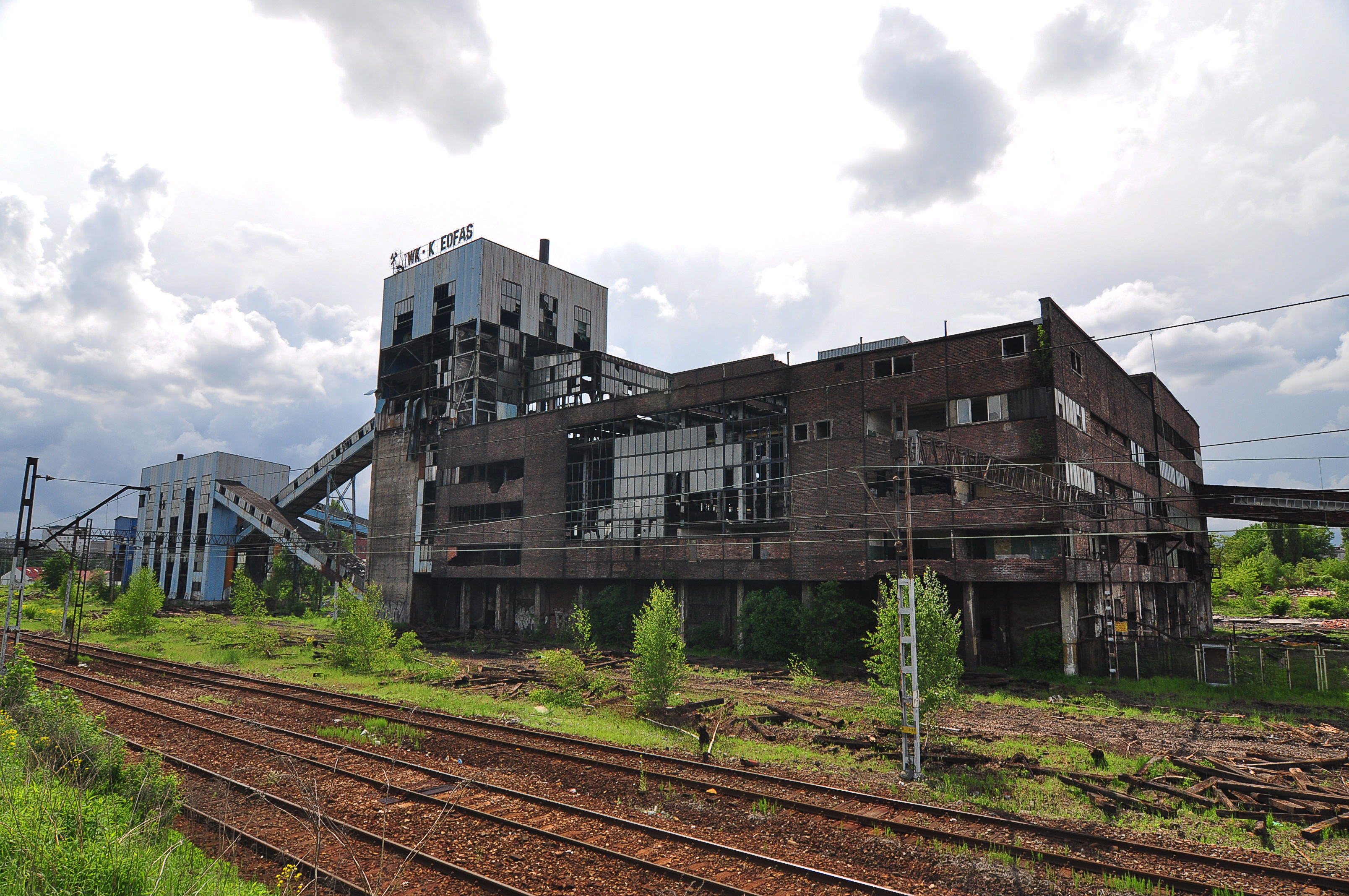
Zabudowa zamkniętej kopalni „Kleofas” od strony północno-zachodniej (2013)

1 kwietnia 1974 roku kopalnia „Kleofas” została połączona z kopalnią „Gottwald” (pierwotnie „Eminenz”, a następnie „Eminencja”) w Dębie, której zasoby były wtedy już na wyczerpaniu. Obydwa zakłady funkcjonowały pod nazwą Kopalnia Węgla Kamiennego „Gottwald”. Połączenie to przyczyniło się do kolejnego unowocześnienia zakładu. Modernizowano szyby „Fortuna” I, II i III, które otrzymały nowe nadszybia, maszyny wyciągowe i wieże szybowe. Powstała nowa kotłownia, a w 1975 roku rozbudowano urządzenia podsadzkowe. W 1975–1978 zmodernizowano zakład przeróbczy. Od 1984 roku kopalnia należała do Katowickiego Gwarectwa Węglowego.
W styczniu 1990 roku na wniosek załogi przywrócono historyczną nazwę zakładu – Kopalnia Węgla Kamiennego „Kleofas”. 1 lipca 1993 roku zakład wszedł w skład Katowickiego Holdingu Węglowego, którego wszystkie akcje posiadał Skarb Państwa. W 1996 roku zakład połączono z kopalnią „Katowice”, tworząc dwuruchową Kopalnię Węgla Kamiennego „Katowice”, której nazwę wkrótce zmieniono na Kopalnię Węgla Kamiennego „Katowice-Kleofas”. Połączony zakład dysponował polem górniczym o powierzchni 24,8 km². 

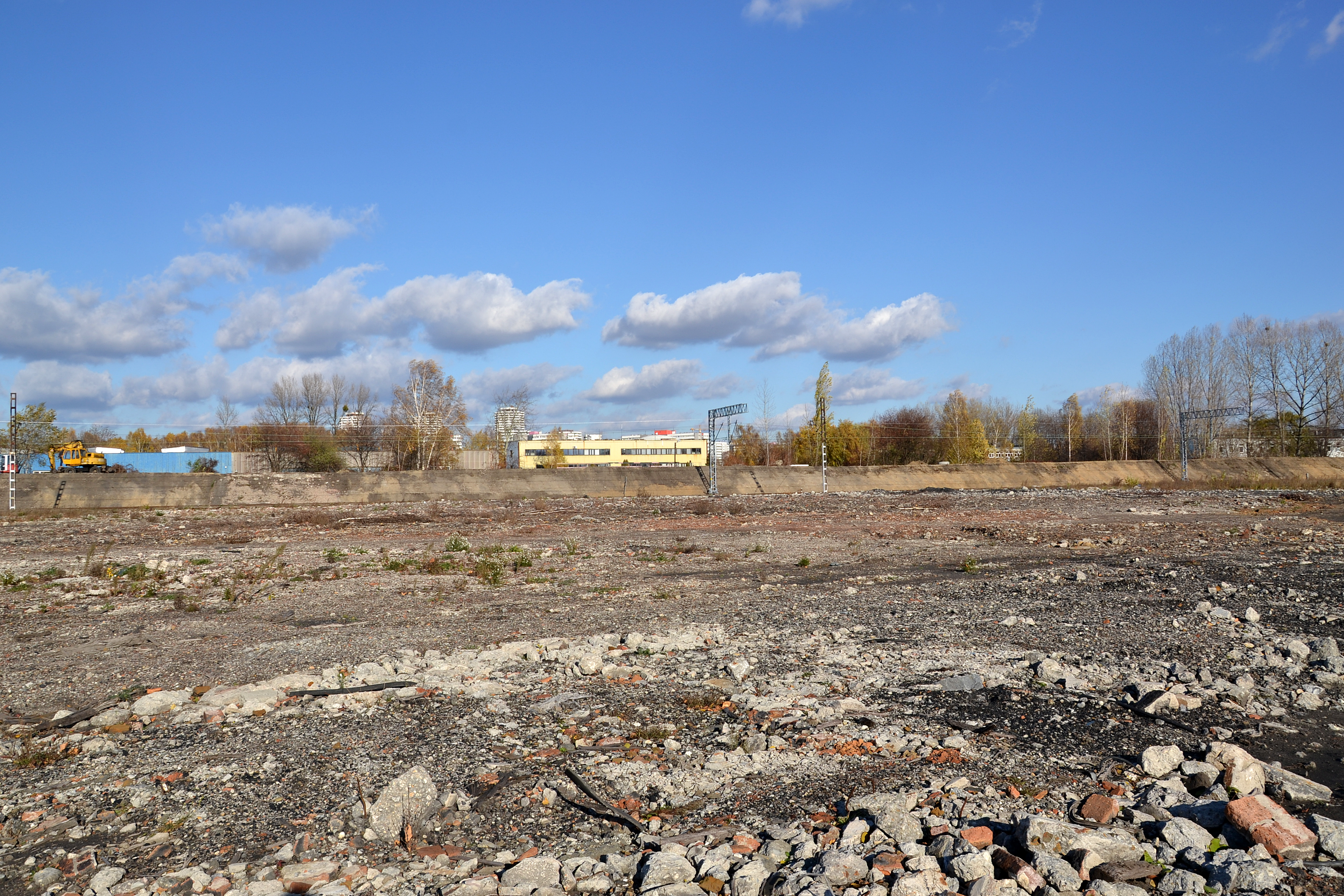
Tereny pokopalniane w 2015 roku

W 1999 roku wstrzymano wydobycie w Ruchu II – „Katowice”, a pięć lat później w Ruchu I – „Kleofas”. Decyzję o likwidacji kopalni podjęto 4 marca 2004 roku, głównie ze względu na duże zagrożenie tąpnięciami, a także z przyczyn ekonomicznych. Wydobycie zakończono w listopadzie tego samego roku. Załoga liczyła wówczas 800 osób, którym znaleziono pracę w innych zakładach Katowickiego Holdingu Węglowego.
31 grudnia 2004 roku Spółka Restrukturyzacji Kopalń zakupiła od Katowickiego Holdingu Węglowego zlikwidowaną kopalnię „Katowice-Kleofas”, która 1 stycznia 2005 roku stała się jej oddziałem. Pozostawiono szyb „Fortuna II”, który przekształcono w pompownię głębinową „Kleofas” obsługiwaną przez Centralny Zakład Odwadniania Kopalń (oddział Spółki Restrukturyzacji Kopalń), natomiast pozostałe szyby zostały zasypane. Po zakończeniu prac likwidacyjnych w 2006 roku pracownicy i pozostały majątek został przekazany 1 stycznia 2007 roku do innych oddziałów Spółki Restrukturyzacji Kopalń. W 2014 roku większość zabudowań zlikwidowanej kopalni wyburzono, zachowując zabytkowe budynki pokopalniane. 
W kwietniu 2022 roku zakończyła działalność operacyjną ciepłownia – Zakład Produkcyjny TP 8 Kleofas, należący wówczas do spółki Dalkia. Znajdowała się ona przy ulicy Obroki 77, a jej moc cieplna w 2009 roku wynosiła 42,8 MW.

## Wydobycie

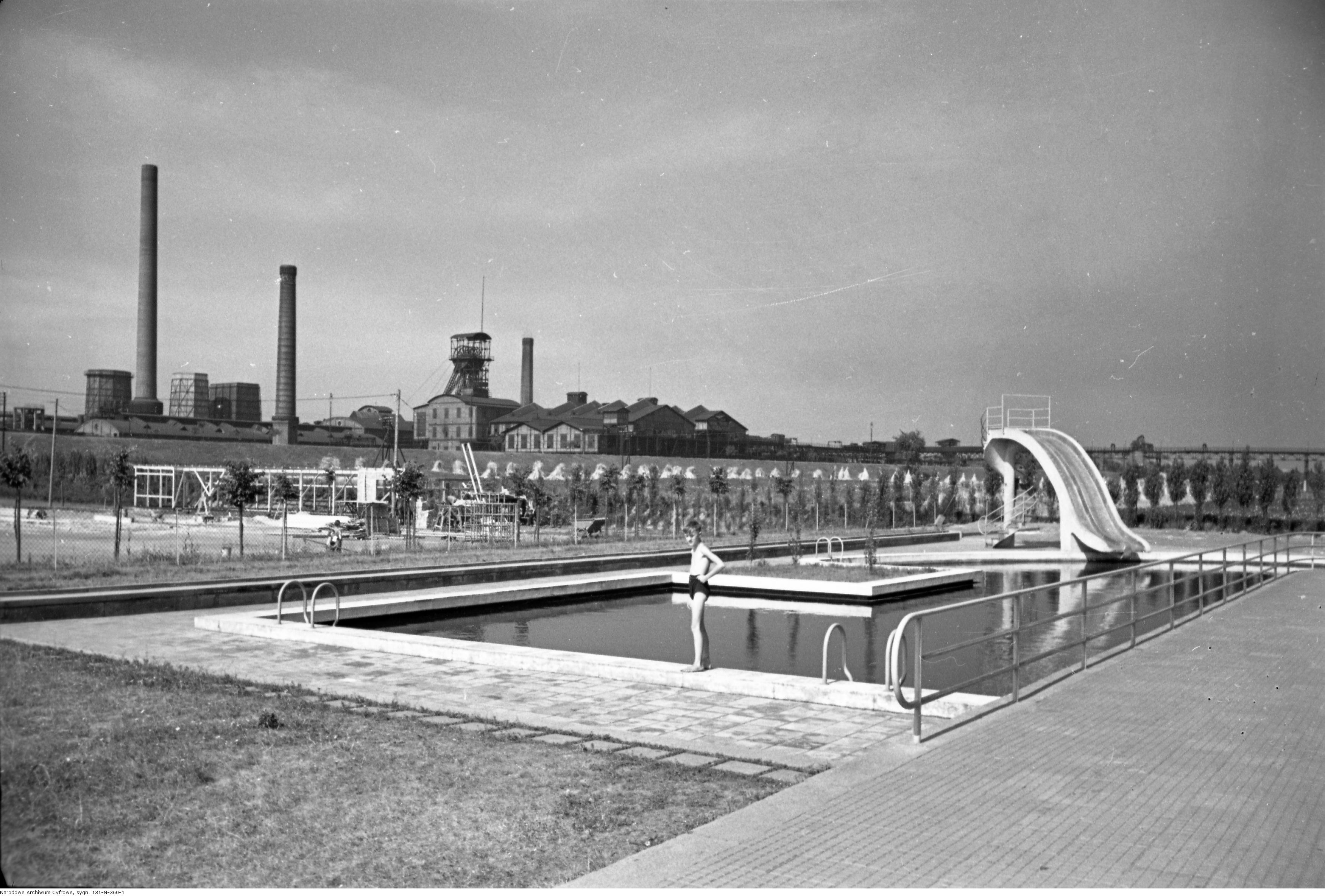
Kopalnia „Kleofas” w 1939 roku; widok z rejonu późniejszego parku Załęskiego na wysokości budynku Miejskiego Przedszkola nr 39

W Kopalni Węgla Kamiennego „Kleofas” produkowano groszek, kostkę, kęsy, miał i orzech.
Wydobycie węgla kamiennego rozpoczęto w 1840 roku z szybu „Adam”, lecz rok później z uwagi na duży napór wody przerwano prace. Powrócono do tego w 1845 roku z szybu „Bertold”. W 1848 roku za pośrednictwem szybu „Christoph” udostępniono pokłady „Adam” i „Eva”, lecz z pierwszego z nich zrezygnowano w 1850 roku ze względu na zbyt małą miąższość (1 m). Pierwszy węgiel w kopalni, będącej już własnością Georg von Giesches Erben, wydobyto w 1886 roku – 2,5 tys. ton, a cztery lata później wydobywano 276,5 tys. ton przy zatrudnieniu na poziomie 1,1 tys. pracowników. Węgiel wybierano wówczas systemem filarowo-zabierakowym przy użyciu materiałów wybuchowych. W 1911 roku wydobycie wynosiło 1,1 mln ton węgla przy zatrudnieniu 3,4 tys. osób. W 1912 roku zaczęto stosować zabierki o długości 50 m. W 1922 wydobyto 735,8 tys. ton węgla przy zatrudnieniu wynoszącym prawie 5 tys. osób.
W okresie dobrej koniunktury w latach 1923–1929 wydobycie węgla było bardzo wysokie i wynosiło blisko 1 mln ton rocznie, lecz po kilku latach sytuacja zmieniła się diametralnie. W czasie wielkiego kryzysu w latach 1932–1937 kopalnia była unieruchomiona. Zakład uruchomiono ponownie w styczniu 1938 roku, a do końca roku dostarczono 109,9 tys. ton węgla. Po 1939 roku, w kolejnych latach wydobycie rosło systematycznie – w 1943 roku zakład dostarczył 1,2 mln ton węgla kamiennego przy zatrudnieniu 2,4 tys. górników.
Po przejściu frontu wydobycie w kopalni „Kleofas” wznowiono 9 lutego 1945 roku. Do końca roku zakład dostarczył 365,6 tys. ton węgla. W kolejnych latach kontynuowano odbudowę zdolności produkcyjnych kopalni. W 1946 roku wydobyto 717,2 tys. węgla, a w okresie planu trzyletniego (lata 1947–1949) wydobycie wzrosło z poziomu 918,9 tys. do 1,1 mln ton węgla. W okresie realizacji planu sześcioletniego (1950–1955) zaczęto wybierać węgiel kamienny z filarów ochronnych pod Załężem dzięki zastosowaniu podsadzki hydraulicznej. W latach 60. XX wieku średnie dobowe wydobycie wzrosło z 4,7 tys. do 6,3 tys. ton. W 1961 roku uzyskano pierwszy węgiel z poziomu 570 m. W 1970 roku wydobyto 2,0 mln ton węgla kamiennego. Po 1974 roku zakład był dwuruchowy, przy czym węgiel wydobywano głównie z Ruchu „Kleofas”. W 1979 roku wydobyto 3 mln ton węgla kamiennego przy zatrudnieniu 5,2 tys. osób, a w 1989 roku było to odpowiednio 2,7 mln ton węgla i 5,3 tys. pracowników. 
W latach 1990–1993 wydobycie węgla uległo ograniczeniu z 2,3 mln do 1,9 mln ton węgla. W 1996 roku dwuruchowa kopalnia „Katowice-Kleofas” dysponowała zasobami węgla szacowanymi na 300 mln ton. Zasoby przemysłowe oceniono wówczas na 130 mln ton, a nadające się do wydobycia na 93,7 mln ton. W 1997 roku w kopalni „Katowice-Kleofas” wydobyto 2,4 mln ton węgla. W 1999 roku wstrzymano wydobycie w Ruchu II – „Katowice”, a Ruch I – „Kleofas” pracował do 2004 roku.

## Szyby

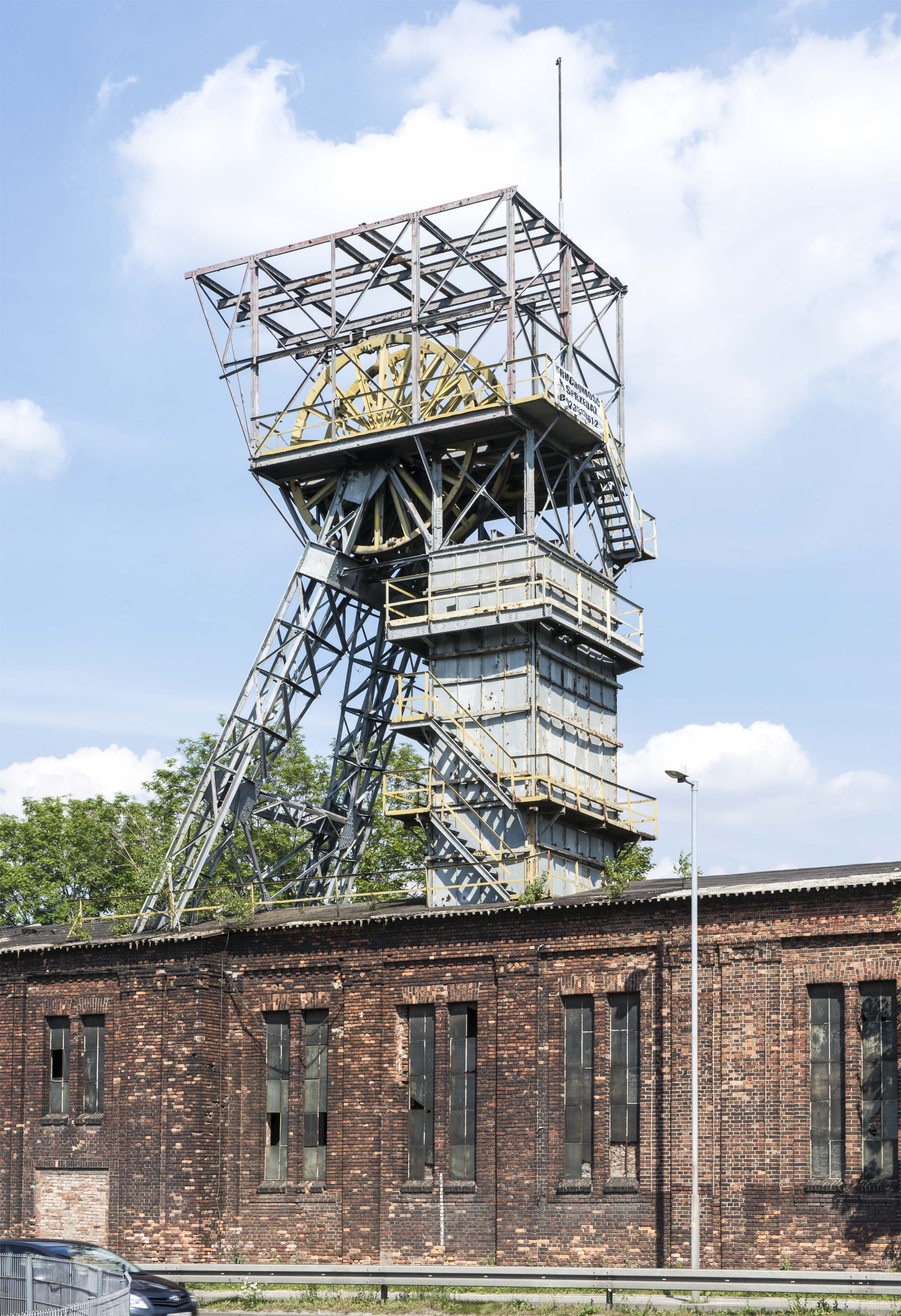
Zabudowa szybu „Wschodniego II” od strony ulicy F. Bocheńskiego (2013)

Kopalnia „Kleofas” od momentu gdy była ona własnością spółki Georg von Giesches Erben (tj. po 1880 roku), posiadała następujące szyby: „Fortuna I”, „Fortuna II”, „Fortuna III”, „Północny”, „Wschodni I”, „Wschodni II” i „Zachodni”. 
Charakterystyka poszczególnych szybów:
- „Fortuna I” (początkowo „Frankenberg”; Katowice, ul. Obroki) – pierwotnie szyb wdechowy[44], podwójny, podzielony na dwa przedziały wydobywcze mieszczące cztery klatki schodowe, przedział drabinowy i rurowy; ukończony w 1898 roku[45]; w odróżnieniu od szybów „Recke” i „Walter” posiadał zastrzałową wieżę szybową o konstrukcji kratownicowej, której budowę ukończono w 1900 roku; pod koniec XX wieku szyb miał głębokość 66 m i średnicę tarczy 7 m; przedział wschodni służył wówczas do jazdy ludzi i transportu urobku (poziomy 292 i 444 m), a zachodni do transportu materiałów oraz transportu ludzi (poziomy 162, 292, 444, 504 i 570 m)[44],
- „Fortuna II” (początkowo „Walter”[10]; Katowice, ul. Obroki) – pierwotnie szyb wdechowy[44], podzielony na przedział wydobywczy z dwoma klatkami schodowymi i przedział wodny z pompami odwadniającymi; zaczęto go drążyć w 1889 roku, a 30 października 1890 roku urząd górniczy wyraził zgodę na jazdę nim ludzi; pod koniec XX wieku był to jednoprzedziałowy szyb o głębokości 730 m i średnicy tarczy 6 m, służący do transportu materiałów oraz ludzi na poziomy 162, 292, 444, 504, 570 i 700 m[45],
- „Fortuna III” (początkowo „Recke”; Katowice, ul. Obroki) – pierwotnie szyb wdechowy[44], wentylacyjny, którego budowę rozpoczęto w 1891 roku; pod koniec XX wieku obsługiwał wydobycie urobku oraz jazdę ludzi; miał głębokość 612 m i średnicę tarczy 6 m; obsługiwał poziomy 162, 292, 444 i 570 m[45],
- „Północny” (początkowo „Ulrich”; Chorzów, rejon Drogowej Trasy Średnicowej pomiędzy Biedronką a Castoramą) – zbudowany na początku XX wieku; w 1921 roku osiągnął poziom 423,6 m; udostępniał poziomy 182, 242 i 425 m; od 1924 roku używany był w charakterze szybu wentylacyjnego; posiadał wieżę szybową o konstrukcji stalowej; nieznana jest data jego likwidacji[46],
- „Wschodni I” (początkowo „Schwarzenfeld”; Katowice, ul. F. Bocheńskiego) – szyb wentylacyjny i materiałowy, powstały w latach 1890–1891; miał 110 m głębokości; zlikwidowany w latach 50. XX wieku, a pod koniec działalności pełnił głównie funkcję szybu podsadzkowego[44],
- „Wschodni II” (początkowo „Schwarzenfeld II”; Katowice, ul. F. Bocheńskiego) – szyb wentylacyjno-materiałowo-zjazdowy, dwuprzedziałowy (zachodni ukończony w 1921 roku, a wschodni w 1927 roku); obsługiwał poziomy 162, 286, 374, 444 i 503 m[44],
- „Zachodni” (początkowo „Cäsar”; Katowice, ul. Obroki przy granicy z Chorzowem – rejon biurowca Elkop) – wybudowany w latach 1890–1891, pierwotnie o głębokości 86 m, a pod koniec XX wieku 516 m; posiadał stalową wieżę szybową skonstruowaną na terenie kopalni[44].

## Działalność okołozakładowa

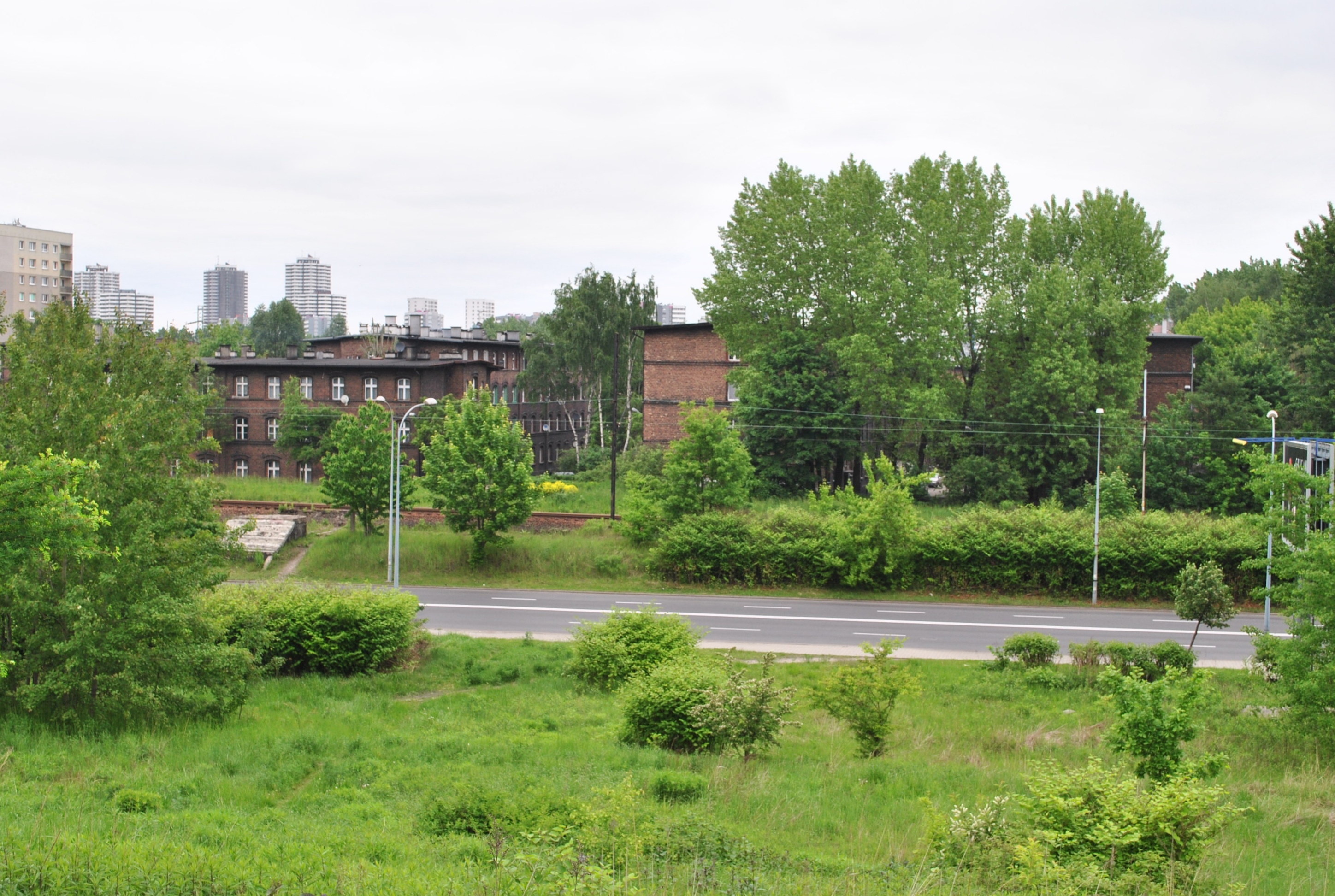
Fragment kolonii kopalni „Kleofas” na wysokości ulicy Lisa (2015)

Rozwój kopalni „Cleophas” wiązał się m.in. z zapewnieniem mieszkań dla jej pracowników, zarówno dla górników, jak i dla dozoru. W Załężu pomiędzy późniejszymi ulicami Wiśniową a F. Bocheńskiego zostało wzniesione w latach 1890–1914 osiedle patronackie. W latach 1922–1923 przy współczesnej ulicy Obroki powstały trzy domy dla urzędników kopalni. Na początku lat 30. XX wieku kopalnia posiadała 225 budynków mieszkalnych, w których mieszkało 200 rodzin urzędników i ponad 2,1 tys. rodzin robotniczych. W marcu 1947 roku rozpoczęto budowę osiedla domów fińskich w Załęskiej Hałdzie, w których miały zamieszkać rodziny górników kopalń „Kleofas” i „Wujek”. Do końca tego roku wzniesiono ich 273. W latach 60. XX wieku rozpoczęto budowę osiedla mieszkaniowego kopalni „Kleofas” przy późniejszej ulicy Obroki, które składa się z czteropiętrowych bloków. W miejsce osiedla domów fińskich w latach 1976–1981 został wzniesiony I etap osiedla mieszkaniowego nazwanego później imieniem Wincentego Witosa.

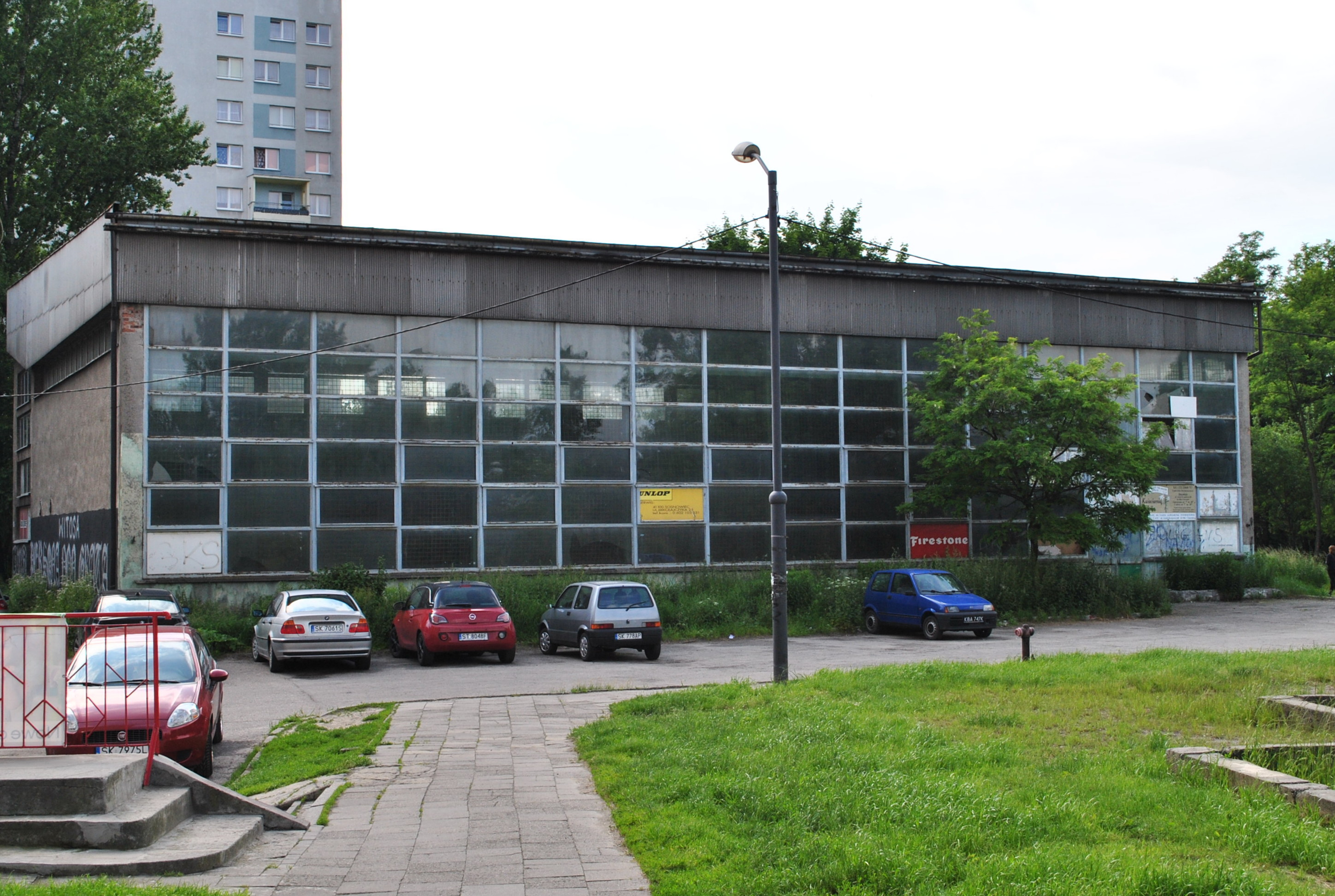
Nieistniejąca hala sportowa klubu 06 Kleofas Katowice (2014)

Kopalnia wybudowała także hotele robotnicze, które miały początkowo bardzo niski standard. Za najlepszy uchodził Dom Górnika przy ulicy Gliwickiej 204. Został wzniesiony w 1907 roku. Ponadto domy górnika powstały przy ulicy Ondraszka (dwa budynki) oraz przy ulicy Obroki 43 (został w latach 2000–2001 wyremontowany przez Katowicki TBS i zaadaptowany na mieszkania).
15 kwietnia 1945 roku w Obrokach została założona Zasadnicza Szkoła Zawodowa Kopalni „Kleofas”, od lat 50. XX wieku funkcjonująca jako Górnicza Szkoła Przemysłowa przy KWK „Kleofas”. W 1964 roku prowadziła 6 oddziałów, kształcąc 165 uczniów. W 1993 roku została przekształcona w XV Liceum Ogólnokształcące im. rtm. W. Pileckiego w Katowicach. 
12 października 1929 roku przy kopalni „Kleofas” swoją działalność zainaugurował chór męski „Echo”, który działał do 1933 roku. W 1957 roku został założony Górniczy Klub Sportowy „06” przy kopalni „Kleofas”, w latach 1965–1989 działający w strukturach GKS-u Katowice. Hala klubu znajdowała się przy ulicy Obroki 43 w Katowicach, a w 2015 roku została ona rozebrana. Na początku lat 60. XX wieku powstał Górniczy Dom Kultury z salą na 400 miejsc i biblioteką. Działały w nim zespoły dziecięce oraz zespół muzyczny kopalni „Kleofas”. Budynek domu kultury znajdował się przy ulicy Krzyżowej w katowickiej dzielnicy Dąb. W 1985 roku powstał Klub Żeglarski Kopalni „Kleofas”, który prowadził działalność szkoleniową do 1999 roku. 

## Obiekty zabytkowe

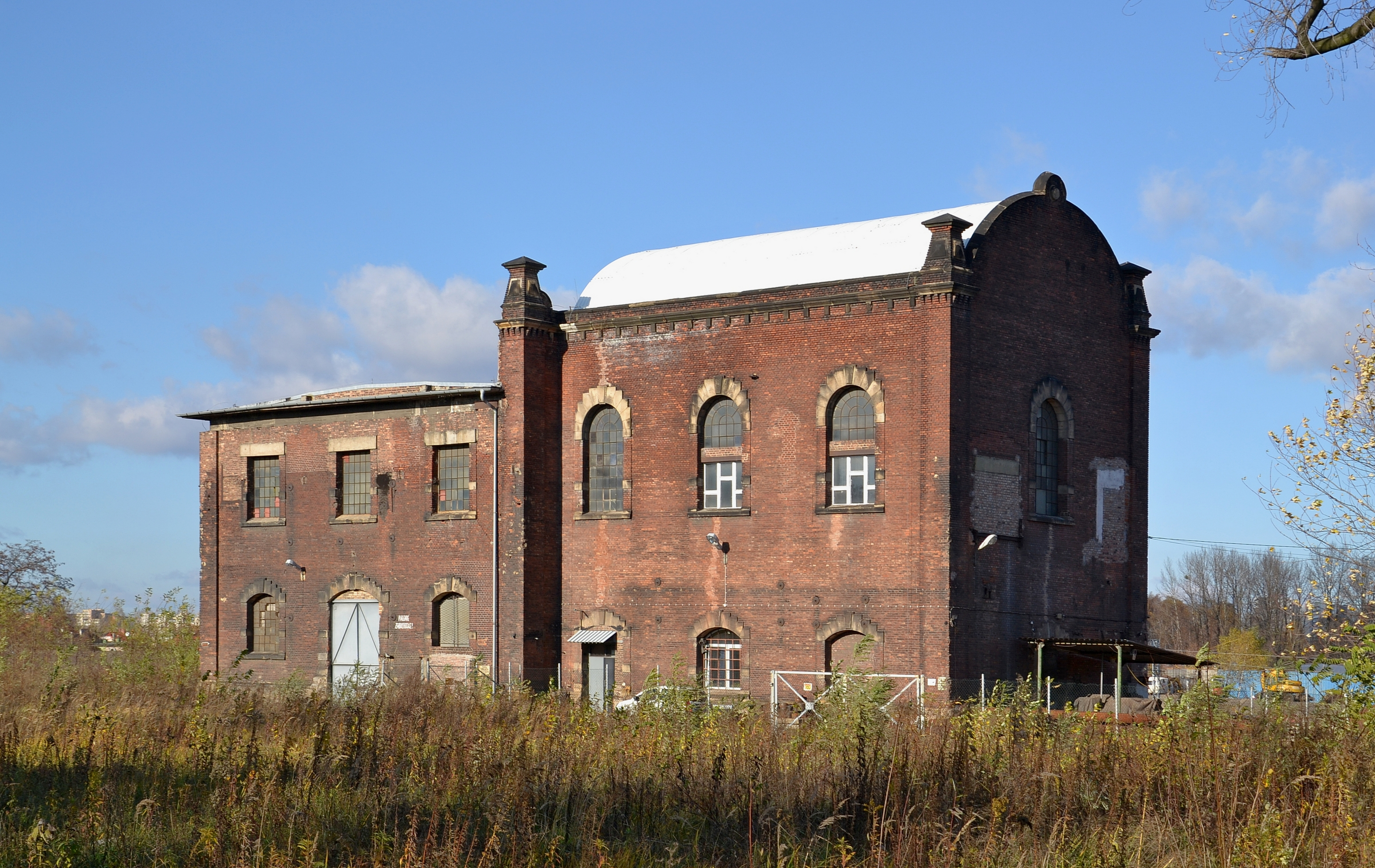
Bud. nadszybia szybu „Fortuna III” i biurowo-warsztatowy przepompowni

Obiekty znajdujące się na terenie kopalni „Kleofas” (rejon ulic Obroki i F. Bocheńskiego) będące świadectwem kultury materialnej zostały objęte ochroną konserwatorską. Są to:
- Kopalnia „Kleofas” (ul. Obroki) – zespół budynków szybu „Fortuna III” z końca XIX wieku w stylu historyzmu[59],
- Kopalnia „Kleofas” (ul. Obroki) – budynek kotłowni z 1895 roku w stylu historyzmu[59],
- Kopalnia „Kleofas” (ul. Obroki) – budynek elektrowni z 1893 roku w stylu historyzmu[59],
- Zespół zabudowy szybu „Wschodniego II” (ul. F. Bocheńskiego ob. nr. 64) – z 1913 roku w stylu historyzmu ceglanego[60]; wpisany do rejestru zabytków 23 października 2010 (nr rej.: A/321/10)[61].

Zabudowania kopalni w rejonie dawnej kopalni „Gottwald” (teren Silesia City Center), w tym kaplicę św. Barbary, także objęto ochroną konserwatorską.

## Znani pracownicy
- Carl Besser – kierownik kopalni „Cleophas”, asesor górniczy[62],
- Paweł Chrószcz – pracownik kopalni „Kleofas”, działacz sportowy[63],
- Karol Fabris – dyrektor kopalni „Kleofas” w 1945 roku, inżynier górnictwa[11],
- Józef Galanka – pracownik kopalni „Kleofas”, inżynier[64],
- Marian Gustek – dyrektor kopalni „Kleofas” w latach 1967–1974, inżynier górnictwa, podsekretarz stanu[11],
- Ginter Pierończyk – pracownik kopalni „Kleofas”, inżynier górnictwa, pisarz[65].